# Yanda Bobilis
Yanda Bobilis est un village du Cameroun situé dans la Région de l'Est et le département du Lom-et-Djérem. Il fait partie de l'arrondissement de Bélabo.

## Population
En 1966-1967, Yanda Bobilis comptait 144 habitants, principalement des Bobilis, comme son nom l'indique. Lors du recensement de 2005, on y a dénombré 465 personnes.